# Polina Shuvalova
Polina Sergeevna Shuvalova (en ruso: Полина Сергеевна Шувалова) (Orsk, 12 de marzo de 2001) es una gran maestra de ajedrez rusa. Posee los títulos de la FIDE de Maestra Internacional (MI, 2020) y Gran Maestra Femenina (GMF, 2019). Es Campeona del Mundo Femenina Sub-20 en 2019, así como Campeona del Mundo Femenina Sub-18 en 2018 y 2019.
Junto con otros 43 ajedrecistas rusos, Shuvalova firmó una carta abierta al presidente Vladímir Putin, protestando contra la invasión rusa de Ucrania en 2022 y expresando su solidaridad con el pueblo ucraniano.

## Biografía
Polina Shuvalova fue alumna de la escuela de ajedrez de Moscú. En 2017, ganó el Campeonato de Rusia de Ajedrez Junior para chicas menores de 21 años.
En la década de 2000, Shuvalova representó repetidamente a Rusia en los Campeonatos Europeos Juveniles de Ajedrez y en los Campeonatos Mundiales Juveniles de Ajedrez en diferentes grupos de edad, donde ganó cuatro medallas: dos de oro (en 2013, en el Campeonato Europeo Juvenil de Ajedrez en el grupo de chicas menores de 12 años, y en 2018, en el Campeonato Mundial Juvenil de Ajedrez en el grupo de chicas menores de 18 años), plata (en 2017, en el Campeonato Mundial Juvenil de Ajedrez en el grupo de chicas menores de 16 años) y bronce (en 2016, en el Campeonato Mundial Juvenil de Ajedrez en el grupo de chicas menores de 16 años).
En abril de 2016, ganó el Campeonato Femenino de Ajedrez de Moscú. En diciembre de 2017, en San Petersburgo, Shuvalova debutó en la Superfinal del Campeonato Femenino de Ajedrez de Rusia, en el que compartió el 7º-9º puesto con Marina Nechaeva y Oksana Gritsayeva. El torneo fue ganado por Aleksandra Goryachkina. En abril de 2018, compartió el 2º-8º puesto en el Campeonato de Europa de Ajedrez Femenino en Vysoke Tatry (Eslovaquia), y obtuvo una plaza en la Copa del Mundo Femenina de 2020. En septiembre de 2018, obtuvo el 8º puesto en la Superfinal del Campeonato de Rusia de Ajedrez Femenino en Satka.
En octubre de 2019, Shuvalova ganó el Campeonato Mundial Femenino Sub-18 2019 en Bombay (India), con una puntuación de 8,5/11. Poco después, ganó el Campeonato Mundial Juvenil Femenino en Nueva Delhi con una puntuación de 9,5/11 y recibió el título de Gran Maestra Femenina (WGM).
En 2020, la FIDE le concedió el título de Maestra Internacional (MI). En noviembre, ganó el Campeonato de Rusia Femenino por Equipos 2020, donde jugó en el primer tablero del equipo de la Federación de Ajedrez de Moscú. En diciembre, Shuvalova empató en el primer puesto de la Superfinal Rusa Femenina de Moscú con Aleksandra Goryachkina. Jugaron un desempate rápido que Shuvalova perdió y se convirtió en subcampeona de Rusia de ajedrez femenino.
En la Copa del Mundo Femenina de Ajedrez 2023 celebrada en Bakú (Azerbaiyán) entró directamente en la segunda ronda, donde derrotó a la azerbaiyana Govhar Beydullayeva por 2-0; posteriormente superó a la estadounidense Irina Krush y a la serbia Teodora Injac en tercera y cuarta ronda, respectivamente. Caería en cuartos de final contra la búlgara Nurgyul Salimova.